# Мирза-Авакянц, Наталия Юстовна
Наталия Юстовна Мирза-Авакянц, (девичья фамилия — Дворянская) (23 октября 1889 — возможно, 1942) — украинский историк, представитель научной школы академика Д. И. Багалея, автор трудов по истории Гетманщины XVII века, истории крестьянских движений XX века. Профессор (1920).

## Биография
Родилась в г. Борисполь на Полтавщине (теперь Киевская область) в семье земского врача.
Закончила Киевскую женскую гимназию (1907) и Киевские высшие женские курсы.
Переехав 1913 в Москву, сдала экзамен по курсу исторического факультета. Слушала лекции В. Ключевского и Б. Виппера в Московском городском народном университете им. А. Шанявского.
В 1913 — 1917 годы преподавала в женской гимназии в Москве, с конца 1917 до начала 1918 — в Киевской коммерческой женской школе Общества учителей и образцовой школе при педагогических курсах А. Жекулиной.
В 1918 — 1924 — работает в Полтавском учительском институте и на историко-филологическом факультете Полтавского университета (с 1920 — профессор).
2 марта 1922 стала аспиранткой при Кафедре истории украинской культуры (Харьков).
С 1924 — профессор Харьковского института профессионального образования и Всеукраинского института коммунистического просвещения.
После восстановления Харьковского университета (ныне Харьковский национальный университет) — зав. кафедры истории Украины. Параллельно преподавала в Институте красной профессуры.
В 1932 — 1934 годы преподавала всеобщую историю в Луганском педагогическом институте.
С 1934 года заведующая кафедры истории Украины Киевского университета.
С середины 30-х годов началось шельмование Н. Ю. Мирзы-Авакянц. На общеинститутских партийных собраниях, состоявшихся 31 января 1935 года, её обвинили в том, что «недостаточно преодолевает своё националистическое прошлое, в лекциях „опошляет“ М. Покровского, говоря, что у него есть ошибки».
В 1936 году уволена с работы.
Арестована 12 июня 1938. Казнена (точная дата неизвестна). Реабилитирована в 1959 году.

## Научное наследие
Печататься начала с 1914. Основная специальность — история Левобережной Украины 16—18 веков
Автор трудов:
- «З побуту української старшини кінця XVII століття» (Записки Українського наукового товариства на Полтавщині, вип. 1. Полтава, 1919),
- «Українська жінка в XVI–XVII ст.» (Полтава, 1920),
- «Нариси з історії суду в Лівобережній Україні у другій половині XVII ст.» («Науковий збірник Харківської науково-дослідчої катедри історії української культури», 1926, число 2—3; 1927, № 6).
- Вивчала історію селянських рухів початку 20 століття. Чи не перша в українській історіографії розглянула історію України в контексті світового історичного процесу у праці «Історія України у зв'язку з історією Західної Європи, ч. 1» (Харків, 1929).

- 1937 закончила черновой вариант «Історії Запоріжжя» (рукопись погибла в Киеве во время гитлеровской оккупации), фрагмент её в апреле 1938 сдала в «Исторический сборник».

Писала учебники по истории Украины.